# Кветославов
Кветославов (словац. Kvetoslavov) — село в окрузі Дунайська Стреда Трнавського краю Словаччини. Площа села 8,1 км². Станом на 31 грудня 2015 року в селі проживало 1207 жителів.

## Історія
Перші згадки про село датуються 1230 роком.

## Населення
| Рік:            | 1994. | 2004.    | 2014.    | 2024.    |
| --------------- | ----- | -------- | -------- | -------- |
| Кількість осіб: | 748   | 858      | 1104     | 2110     |
| Різниця:        |       | +14,70 % | +28,67 % | +91,12 % |

| Рік:            | 2023. | 2024.   |
| --------------- | ----- | ------- |
| Кількість осіб: | 2001  | 2110    |
| Різниця:        |       | +5,44 % |